# Рустем Мамут оглу Аблятіфов

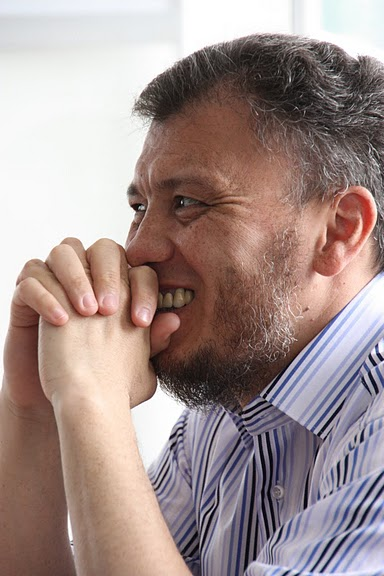
Рустем Мамут оглу Аблятіф

Русте́м Маму́т оглу́ Абляті́ф (крим. Rüstem Mamutoğlu Ablâtif; 3 грудня 1964, Одеса — 24 вересня 2022, Херсонська область, Україна) — український кримськотатарський громадський діяч, політолог, експерт з питань етнополітики, член громадської організації «Кримський Інститут громадянського суспільства». Голова Ради громадської організації «Арбій вє вєтанпєрвєрлік бірлігі „Девлєт Ґірай“ єдек такими». Доктор філософії з історії (2022).

## Життєпис
Народився 3 грудня 1964 р. у м. Одеса. У 1983 р. закінчив МПТУ № 17 морського профілю за фахом «моторист-матрос». Працював на судах Чорноморського морського пароплавства. У 1991 році екстерном закінчив судноводійський факультет Одеської державної морської академії.
У 1992 р. повернувся з родиною до історичної Батьківщини — Криму. Працював на судах Керченського виробничого об'єднання рибної промисловості та Керченського морського технологічного інституту. У 1998 р. закінчив юридичний факультет Таврійського інституту підприємництва та права за державним замовленням. У 1998—2000 рр. працював юристом-заступником директора Фундації з натуралізації та прав людини «Сприяння» — організації-партнера УВКБ ООН в Україні. Взяв безпосередню участь у безпрецедентній кампанії з набуття громадянства України раніше депортованими кримськими татарами та представниками інших національних меншин, що проводилась за сприянням УВКБ ООН у 1997—2001 рр.
У 2002 р. закінчив Українську академію державного управління при Президентові України, отримавши диплом «магістр державного управління» з відзнакою. У 2001 р. проходив стажування у Карлтонському університеті (Оттава) на запрошення Уряду Канади. З 2002 р. до 2006 р. працював у Державному комітеті України у справах національностей та міграції на посадах начальника відділу міжнародних зв'язків та заступника начальника управління у справах національностей. У 2005 р. проходив наукове стажування у Міжнародному центрі підтримки науковців ім. Вудро Вільсона за програмою Державного Департаменту США. У 2006—2007 рр. працював головним консультантом юридичної служби у Представництві Президента України в АРК. У 2008—2010 працював політичним аналітиком, заступником директора Агенції «Кримські Новини» (м. Акмесджит/Сімферополь). Викладав право у Кримському юридичному інституті Одеського державного університету внутрішніх справ.
Співавтор книги «Statelessness and the Benefits of Citizenship. A Comparative Study» (Безгромадянство та переваги громадянства. Порівняльне дослідження) під редакцією Б. Блітца та М. Лінч, Університет Оксфорд Брукс, Велика Британія.
Залучався Венеціанською Комісією як експерт при розгляді деяких проєктів законів України. Учасник багатьох українських та міжнародних наукових конференцій з питань державного управління, етнополітики, міграції, прав людини тощо.
Брав активну участь у Помаранчевій революції у листопаді-грудні 2004 року. Делегований Рухом (партія), у грудні 2004 року був головою виборчої дільничної комісії у м. Харків під час повторного голосування другого туру виборів Президента України.
На виборах до Курултаю кримськотатарського народу 6-го скликання у 2013 р. брав участь як член Кримськотатарської національної партії «Адалет» за партійним списком (10 місце), але не здобув мандат делегату Курултаю.
Був активним учасником руху «Євромайдан Крим» та подій на Євромайдані у 2013—2014 роках.
Під час Анексії Криму Росією 2014 року затримувався так званою «кримською самообороною», що була сформована з асоціальних та напівкримінальних елементів для підтримки анексії та окупації Росією території Автономної Республіки Крим. Після незаконного референдуму про статус Криму був змушений виїхати з родиною до Львів.
Викладав у Львівському національному університеті імені Івана Франка, Львівському регіональному інституті державного управління та Українському католицькому університеті. Разом з групою львівських політологів та правників у 2014 році розробив законопроєкт «Про права корінних народів України», що був спрямований до Кабінету Міністрів України та Верховної Ради України.
З вересня 2015 до квітня 2016 року брав активну участь у Громадянській Блокаді Криму, що була організована кримськими та українськими патріотичними громадськими організаціями задля припинення торгівлі та енергопостачання до тимчасово окупованої території Автономної Республіки Крим. Виконував обов'язки координатора ГБК на КПВВ «Чаплинка».
У березні 2016 року разом з однодумцями заснував громадську організацію «Арбій вє вєтанпєрвєрлік бірлігі „Девлєт Ґірай“ єдек такими»/Arbiy ve Vetanperverlik Birliği «Devlet Giray yedek taqımı» (Військово-патріотична спілка «Резервний підрозділ ім. Девлєт Ґірая»), мета діяльності якої є підготовка громадян України до служби у війську та об'єднання учасників АТО-кримців.
У січні 2015 року вступив до лав Добровольчого Корпусу «Вікінг». З липня 2016 року по січень 2018 року брав участь в Антитерористичній операції на Сході України у складі одного з добровольчих підрозділів Добровольчий український корпус. Відповідно до рішення Львівської обласної ради від 13.09.2016 року № 203, у вересні 2017 року визнаний «бійцем-добровольцем АТО». Рішенням міжвідомчої комісії з питань розгляду матеріалів про визнання учасниками бойових дій та виплати одноразової грошової допомоги в разі загибелі (смерті) або інвалідності волонтера і деяких інших категорій осіб відповідно до Закону України «Про статус ветеранів війни, гарантії їх соціального захисту» від 25.06.2020 р. № 3/III/7/1 надано статус «учасника бойових дій», про що Міністерством у справах ветеранів України видано відповідне посвідчення.
У 2017 році вийшла друком книжка українських письменників Братів Капранових «Майдан. Таємні файли», один з героїв якої був Р. Аблятіф. У 2019 році вийшла книжка про воїнів-добровольців «Герої сучасності», одним з героїв також є Р. Аблятіф [Архівовано 1 червня 2019 у Wayback Machine.].
У 2022 році захистив дисертацію "Кримська діаспора Туреччини у процесі репатріації киримли на історичну Батьківщину (кін. 1980-х — поч. 2000-х років) у Львівському національному університеті імені Івана Франка та здобув науковий ступінь «Доктора філософії» з Історії.
25 лютого 2022 року вступив до лав Збройних сил України і боронив державу у лавах 24-ї окремої механізованої бригади імені короля Данила. Воював під позивним «Ногай».
2 вересня 2022 року — за 3 тижні до загибелі — йому присуджено ступінь доктора філософії за спеціальністю «Історія та археологія».
24 вересня 2022 року загинув під час боїв з російськими окупантами в Херсонській області.
Володів кримськотатарською, англійською, російською, турецькою та українською мовами. Залишилася дружина та двоє дітей.

## Нагороди
З нагоди 25-річчя Незалежності України за клопотанням львівської громадськості та поданням Львівської обласної державної адміністрації Указом президента України Петра Порошенка від 19 серпня 2016 року № 336/2016 «Про нагородження відзнакою Президента України» був нагороджений медаллю «25 років Незалежності України».
24 липня 2017 року розпорядженням керівника військово-цивільної адміністрації міста Авдіївка Донецької області полковника П. В. Малихіна нагороджений пам'ятною відзнакою «За оборону Авдіївки».
Указом президента України від 26 лютого 2023 року № 110/2023 за особисту мужність і самовіддані дії, виявлені у захисті державного суверенітету та територіальної цілісності України, вірність військовій присязі нагороджений орденом «За мужність» ІІІ ступеня.